# Dangye-dong
Dangye-dong (koreanska: 단계동) är en stadsdel i staden Wonju i provinsen Gangwon i den centrala delen av Sydkorea, 90 km öster om huvudstaden Seoul.